# Lithocholsäure
Lithocholsäure ist eine chemische Verbindung aus der Gruppe der sekundären Gallensäuren.

## Vorkommen
Lithocholsäure wurde in geringer Menge in der Galle von Rindern, Menschen, Kaninchen, Schaf und Ziege nachgewiesen. Sie wurde zuerst 1911 von Hans Fischer in Rindergallensteinen nachgewiesen. Sie entsteht durch Dehydroxylation der Chenodesoxycholsäure durch Darmbakterien, anschließend resorbiert und gelangt in die Leber und Galle.

## Gewinnung und Darstellung
Lithocholsäure kann durch aus Desoxycholsäure oder Cholsäure gewonnen werden, kann aber auch aus Rindergalle gewonnen werden.

## Verwendung
Lithocholsäure wird zur Untersuchung des Leberstoffwechsels bei Tierversuchen verwendet.

## Sicherheitshinweise
Lithocholsäure kann in hoher Konzentrationen lebertoxisch sein. Sie wird nicht rasch an Glykokoll oder Taurin gebunden und kann bei der Entstehung von Leberschäden nach Gallenstauungen von Bedeutung sein.